# Rete neurale
In biologia, nel campo delle neuroscienze, il termine rete neurale viene utilizzato come riferimento a una rete o a un circuito formato da neuroni. Le reti neurali sono identificate come gruppi di neuroni che svolgono una determinata funzione fisiologica nelle analisi di laboratorio. Sono formate quindi da un certo numero di neuroni che si influenzano a vicenda grazie alle connessioni che li collegano. 
Semplificazioni estreme delle reti neurali biologiche hanno ispirato nell'informatica le cosiddette reti neurali artificiali.

## Descrizione

Esempio schematico di un singolo neurone

In molti organismi viventi pluricellulari sono presenti complesse organizzazioni di cellule nervose, con compiti di riconoscimento delle configurazioni assunte dall'ambiente esterno, memorizzazione e reazione agli stimoli provenienti dallo stesso. Il cervello umano rappresenta probabilmente il più mirabile frutto dell'evoluzione per le sue capacità di elaborare informazioni.
Al fine di compiere tali operazioni di reazione agli stimoli esterni, le reti biologiche si servono di un numero imponente di semplici elementi computazionali (neuroni) fittamente interconnessi in modo da variare la loro configurazione in risposta agli stimoli esterni: in questo senso può parlarsi di apprendimento ed i modelli artificiali cercano di catturare questo tratto distintivo della biologia. Generalmente un neurone è costituito di 3 parti principali:
- il soma: corpo cellulare;
- l'assone: linea di uscita del neurone unica ma che si dirama in migliaia di rami;
- il dendrite: linea di entrata del neurone che riceve segnali in ingresso da altri assoni tramite le sinapsi.

Il corpo cellulare esegue una "somma pesata" (integrazione) dei segnali in ingresso. Se il risultato supera un certo valore di soglia allora il neurone si attiva ed è prodotto un "potenziale di azione" che è trasportato all'assone. Se il risultato non supera il valore di soglia, il neurone rimane in uno stato di riposo.
Una rete neurale descrive una popolazione di neuroni fisicamente interconnessi tra loro, o un gruppo di neuroni cui diversi fattori di produzione o di segnalazione definiscono un circuito riconoscibile. La comunicazione tra i neuroni spesso comporta un processo elettrochimico. L'interfaccia attraverso la quale essi interagiscono con i neuroni circostanti è costituita, come precedentemente indicato, da diversi dendriti (ingresso della connessione), che sono collegati tramite sinapsi ad altri neuroni, ed un assone (output della connessione). Invece, un circuito neurale è un ente funzionale di neuroni interconnessi che si influenzano a vicenda (simile a quello di un loop di un controllo in cibernetica).